# عبد الكريم العنزي
عبد الكريم علي حسين العنزي وهو سياسي عراقي. عمل في المعارضة العراقية في إيران، وانشق عن حزب الدعوة الإسلامية في عام 1998 وأصبح في جناح حزب الدعوة الاسلامية - تنظيم العراق تحت قيادة هاشم الموسوي. وشغل منصب عضو في الجمعية الوطنية الانتقالية المؤقتة عامي 2004 و2005، وكان عضوا في لجنة شؤون المحافظات والشكاوي في الجمعية. كما شغل منصب وزير الأمن الوطني في الحكومة العراقية الانتقالية. وشغل منصب عضو في مجلس النواب العراقي في دورته الأولى عن محافظة القادسية وكان رئيسا للجنة الشكاوي في المجلس.